# Тураджонзода, Ходжи Акбар
Ходжи́ Акба́р Тураджонзода́ (тадж. Ҳоҷӣ Акбар Тӯраҷонзода), наст. имя Акба́р Тура́евич Каххо́ров (тадж. Акбар Тӯраевич Қаҳҳоров) — духовный и политический деятель Таджикистана, лидер таджикских исламистов времён Гражданской войны, летом и осенью 1992 года обладал большой властью и был де-факто первым лицом государства.  Будучи лидером исламистов в Таджикистане, воздерживался от религиозного экстремизма и занимал уравновешенную позицию, был в политическом союзе с демократами. В разгар гражданской войны, когда страна вышла из-под контроля, его влияние ослабло, и большее значение приобрели полевые командиры.

## Биография
Родился 16 февраля 1954 года в многодетной таджикской семье в селе Туркабад Орджоникидзеабадского района (ныне село Вахдатобод Вахдатского района) Таджикской ССР, вблизи Рамитского ущелья. Его отец — Тураджон Каххоров, более известный как Эшон Тураджон являлся видным на юге Таджикской ССР суфийским учёным-богословом, получившем религиозное образование в Бухаре, и находившийся под наблюдением местного отделения КГБ СССР. 
Начальное религиозное образование Ходжи Акбар Тураджонзода получил у своего отца, который в 1972 году отправил его на учёбу в медресе Ми́ри Араб в Бухаре (Узбекская ССР). Благодаря своей одарённости, он окончил семилетний курс за четыре года, в 1976 году. Сразу после окончания бухарского медресе направился в Ташкент, и в 1980 году окончил Ташкентский исламский институт. В том же году устроился работать в международном отделе Духовного управления мусульман Средней Азии и Казахстана в штаб-квартире управления в Ташкенте, одновременно работая там переводчиком с арабского и персидского на русский и узбекский языки и обратно. Проработал в штаб-квартире Духовного управления мусульман Средней Азии и Казахстана в Ташкенте до 1982 года, и в том же году по рекомендации уехал на учёбу в Иорданию. В 1987 году окончил шариатский факультет Иорданского университета, получив степень бакалавра шариатской юриспруденции.
После окончания учёбы в Иордании в 1987 году, устроился преподавателем фикха и хадиса в Ташкентском исламском институте. В 1988 году руководством Духовного управления мусульман Средней Азии и Казахстана Ходжи Акбар Тураджонзода был направлен в Душанбе, где возглавил республиканское отделение управления — Духовного управления мусульман Таджикистана. Начал активно участвовал в политической и общественной жизни республики, выступая за независимость Таджикистана, где в том числе веяла свобода в результате политики «Перестройки» и гласности. Именно в те годы за ним закрепился титул «Кази-каляна» (Большого кази). 
В феврале 1990 года Ходжи Акбар Тураджонзода был избран в Верховный Совет Таджикской ССР 12-го, последнего созыва, став республиканским народным депутатом. Также был избран членом Президиума Верховного Совета Таджикской ССР. Выступал на стороне митингующих, требовавших отставки главы республики Каххора Махкамова, и проведения демократических преобразований в ходе массовых беспорядков в Душанбе в феврале 1990 года.
Начиная с 1990 года стал регулярно выступать за объявление независимости Таджикистана от СССР. Осудил ГКЧП, приветствовал итоги Августовского путча и объявление независимости Таджикистаном 9 сентября 1991 года. В первой половине 1992 года, во время начала открытого противостояния коммунистов и неокоммунистов против исламской, демократической и националистической оппозиции, стал одним из лидеров оппозиции от исламистских сил. Летом и осенью 1992 года, когда Душанбе находилось у власти оппозиции, Ходжи Акбар Тураджонзода являлся фактически альтернативной главой Таджикистана, так как в республике существовало противостоящее друг другу двоевластие. К концу 1992 года коммунистические и неокоммунистические правительственные войска с Народным фронтом Таджикистана при поддержке Узбекистана и России начали отвоёвывать города и районы у оппозиции, и в декабре того же года Душанбе был обратно взят ими почти без боя.
В 1993 году стал одним из сооснователей Объединённой таджикской оппозиции (ОТО), но в том же году из-за преследований коммунистического правительства, объявившего награду за поимку Ходжи Акбара Тураджонзода, он был вынужден покинуть Таджикистан, и временно обосновался в Иране, на расстоянии руководя исламистским крылом Объединённой таджикской оппозиции. Находясь в Иране основал Исламское движение Таджикистана, которое через некоторое время самораспустилось. Во время вынужденной эмиграции в Иране посетил для политических целей США, некоторые страны Европейского союза, Саудовскую Аравию, ОАЭ, Катар и Ливию. Регулярно участвовал в числе лидеров ОТО в большинстве многораундных межтаджикских переговорах в Тегеране, Исламабаде, Кабуле, Алма-Ате, Ашхабаде, Мешхеде, Бишкеке и Москве.
27 июня 1997 года, на очередных (как оказалось на последнем) межтаджикских переговорах в Москве, стороны пришли к окончательному национальному примирению, и гражданской войне в Таджикистане был положен конец. Со стороны ОТО документ подписывал Саид Абдулло Нури — см. статью Комиссия по национальному примирению, и по соглашению оппозиция вошла в состав правительства и государственных органов. Ходжи Акбару Тураджонзода было позволено вернуться в Таджикистан, и с 1998 года по февраль 2005 года он занимал должность первого заместителя премьер-министра Республики Таджикистан. В феврале 2005 году был избран членом Национального совета (Маджлиси Милли) Высшего собрания (Маджлиси Оли) Республики Таджикистан.
Один из его братьев преподавал в Душанбинском исламском институте.